# Nina Astner
Nina Astner (24 luglio 2000) è una sciatrice alpina austriaca.

## Biografia
Specialista delle prove tecniche originaria di Itter e attiva dal novembre del 2016, ha esordito in Coppa Europa il 21 gennaio 2019 a Zinal in slalom gigante (41ª) e in Coppa del Mondo il 21 dicembre 2021 a Courchevel nella medesima specialità, senza completare la prova; sempre in slalom gigante in Coppa Europa il 16 gennaio 2022 ha ottenuto a Orcières il primo podio (3ª) e il 6 dicembre 2023 la prima vittoria, a Zinal. Non ha preso parte a rassegne olimpiche o iridate.

## Palmarès

### Coppa del Mondo
- Miglior piazzamento in classifica generale: 115ª nel 2023

### Coppa Europa
- Miglior piazzamento in classifica generale: 11ª nel 2025
- 7 podi:
  - 3 vittorie
  - 2 secondi posti
  - 2 terzi posti

#### Coppa Europa - vittorie
| Data            | Località          | Paese    | Specialità |
| --------------- | ----------------- | -------- | ---------- |
| 6 dicembre 2023 | Zinal             | Svizzera | GS         |
| 10 gennaio 2025 | Puy-Saint-Vincent | Francia  | GS         |
| 9 febbraio 2025 | Oberjoch          | Germania | GS         |

Legenda:

GS = slalom gigante

### Australia New Zealand Cup
- Miglior piazzamento in classifica generale: 5ª nel 2024
- Vincitrice della classifica di slalom speciale nel 2024
- 1 podio:
  - 1 vittoria

#### Australia New Zealand Cup - vittorie
| Data             | Località     | Paese         | Specialità |
| ---------------- | ------------ | ------------- | ---------- |
| 2 settembre 2023 | Coronet Peak | Nuova Zelanda | SL         |

Legenda:

SL = slalom speciale